# Bettmersee
Bettmersee là một hồ trên Bettmeralp ở bang Valais, Thụy Sĩ. Diện tích bề mặt là 5,5 ha và nằm ở độ cao 2006 mét.

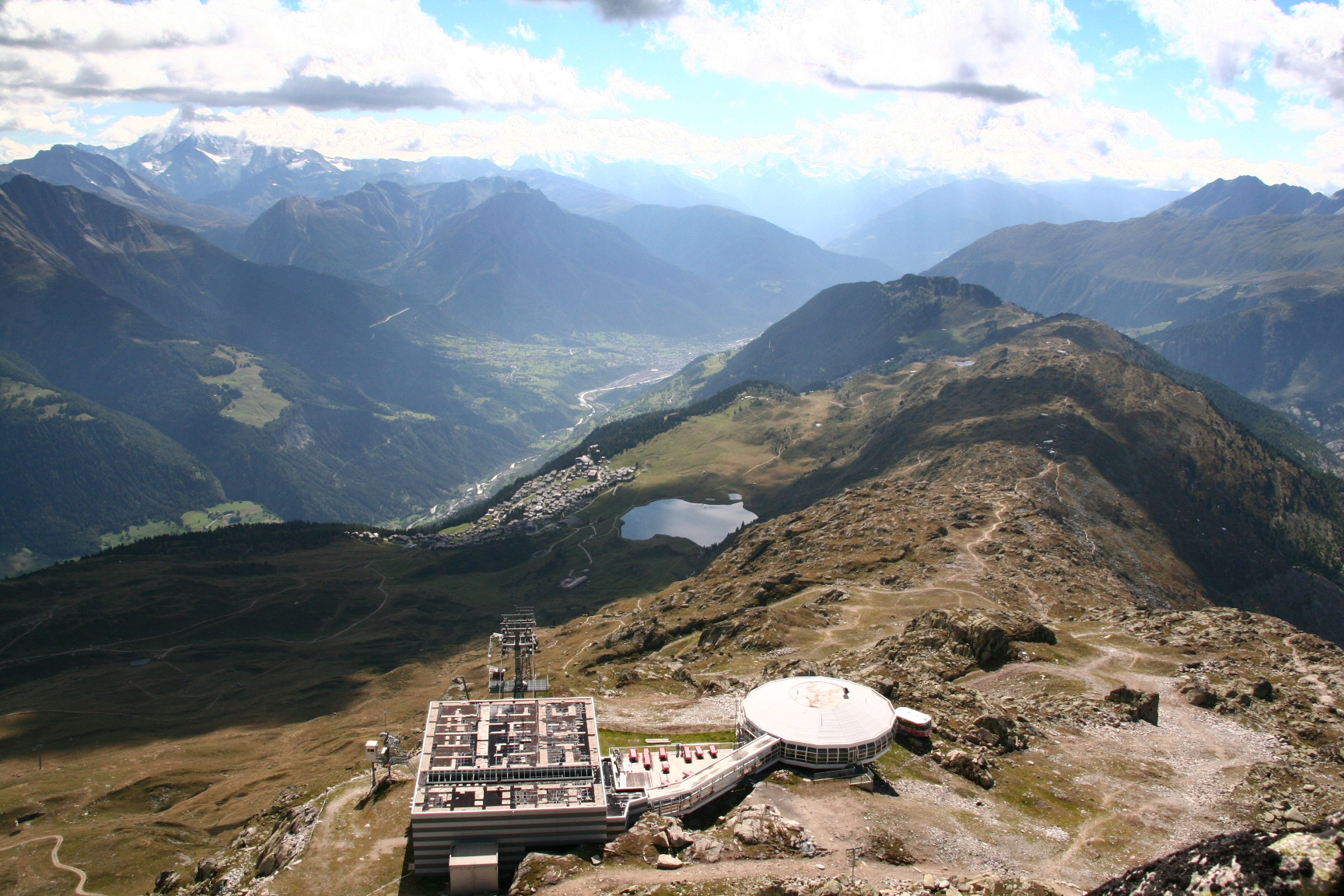
Bettmeralp và Bettmersee từ Bettmerhorn.